# 22263 Pignedoli
22263 Pignedoli (1980 RC) là một tiểu hành tinh vành đai chính được phát hiện ngày 3 tháng 9 năm 1980 ở Osservatorio San Vittore.
Nó được đặt theo tên Antonio Pignedoli, a mathematics professor ở Military Academy of Modena.